# Podvrh, Braslovče
Podvrh este o localitate din comuna Braslovče, Slovenia, cu o populație de 382 de locuitori.